# جون بورتون (سياسي أمريكي)
جون بورتون (بالإنجليزية: John L. Burton)‏ هو محامي وسياسي أمريكي، ولد في 15 ديسمبر 1932 في سينسيناتي في الولايات المتحدة. حزبياً، نشط في الحزب الديمقراطي. وقد انتخب عضو مجلس ولاية كاليفورنيا وانتخب عضو جمعية ولاية كاليفورنيا وانتخب عضو مجلس النواب الأمريكي.